# 京進
株式会社京進（きょうしん）は、京都市に本社を置き、学習塾等を運営する総合教育企業である。

## 概要
創業以来、「学力と人間性の向上」と「ひとりひとりを大切に」を組織価値観に掲げている。
京進の中学・高校受験 TOP∑（旧：京進小中部）は、本拠地の京都府・滋賀県を中心に、大阪府・奈良県・愛知県で校舎を展開している。
個別指導部では、直営教室・FC教室を含めて全国的に教室を展開している。2020年度現在、北海道・福島県・東京都・千葉県・神奈川県・埼玉県・茨城県・愛知県・岐阜県・石川県・三重県・和歌山県・奈良県・京都府・滋賀県・大阪府・兵庫県・岡山県・広島県・山口県・徳島県・香川県・福岡県・鹿児島県に教室を置いている。
大学受験部については、京都府・滋賀県・愛知県で、自社ブランドである京進TOP∑(トップシグマ)を展開している。
その他にも、幼児教育事業「京進の小学校受験 ぷれわん」や英会話事業、リーチング人材育成研修事業も展開している。
海外には、ドイツのデュッセルドルフと中国の広州、アメリカのニューヨークに拠点を持つ。
2009年に日本語教育事業、2011年に保育事業、2017年に介護事業、2018年にキャリア支援事業、2019年にフードサービス事業に参入、多くの分野へ事業を展開している。

## 沿革
- 1975年 - 「京都進学教室」を立木貞昭（株式会社であったが「理事長名義」）が、京都市東山区に開校
- 1981年 - 法人化し、株式会社京都進学教室を設立
- 1988年 - ドイツに子会社「Kyoshin GmbH」を設立
- 1990年 - 大学進学向けの「高校部」を開設
- 1991年 - 個別指導教室「京進スクール･ワン」を開設
- 1997年 - 「京都進学教室」から「京進」に名称変更
- 1998年 - 英会話教室「Universal Campus」を開設。
- 1999年 - 大阪証券取引所2部・京都証券取引所に株式上場
- 2004年 - 個別指導のフランチャイズ事業を開始
- 2005年 - 小学入試専門「京進ぷれわん」を開校
- 2005年12月 - 非常勤の男性講師による、小学校6年生の女子生徒刺殺事件が発生
- 2006年 - 中国に広州京進実戦語言技能培訓有限公司（現 広州京進語言技能信息咨詢有限公司）を設立
- 2009年 - 中国広東省に佛山京進教育文化有限公司（子会社）を設立し日本語学校などを開校（2014年に持分の90%を譲渡）
- 2011年 - 保育園事業のための子会社を設立し11月に保育園事業に参入
- 2011年 - アメリカ ニューヨークにKyoshin USA, Inc.を設立
- 2014年 - ビーフェア株式会社を子会社化
- 2015年 - ミャンマーヤンゴンに京進ランゲージアカデミーヤンゴン校開校
- 2016年 - 株式会社アイ・シー・シー、有限会社リトルキッズを子会社化
- 2017年 - 株式会社コペル・インターナショナルを子会社化
- 2017年 - シンセリティグループ株式会社を子会社化
- 2018年 - イングリッシュ・ランゲージ・カンパニー・オーストラリア（ELCA）を子会社化
- 2018年 - 株式会社ダイナミック・ビジネス・カレッジを子会社化
- 2019年 - 株式会社リッチを子会社化
- 2020年 - SELC Australia Pty Ltd.を子会社化
- 2023年 - サービス名称を変更[9]

## 学習塾事業

### 京進の中学・高校受験 TOP∑
- 小中学生を対象に、集団型で受験指導を行う進学塾である。
- 中学受験コースでは、四谷大塚と提携し、教材には同社の予習シリーズ等を採用している。
- 旧サービス名は京進小中部。[9]

### 京進の大学受験 TOP∑
- 高校生を対象とした、大学受験現役合格指導を行っている。
- 京都府・滋賀県・愛知県に校舎を展開している。
- 2007年9月には、TOPΣ京都駅前校を新築・移転した。
- 2014年3月には、TOPΣ膳所校を新規開校した。
- 2025年 6月には、TOPΣ守山校を新規開校した。
- 旧サービス名は京進TOP∑。[9]

### 京進の個別指導 スクール・ワン
- 小中高生を対象に、個別指導形式で授業を行う学習塾である。
- 直営教室に加えて、全国的にFC教室の展開も加速させている。
- 旧サービス名は京進スクール・ワン。[9]

### 京進の小学校受験 ぷれわん
- 同志社大学付属小学校や立命館付属小学校などの小学受験合格を目指す。
- 京都市四条烏丸に教室を展開している。
- 旧サービス名は京進ぷれわん。[9]

## 語学事業

### 京進の英会話 UNIVERSAL CAMPUS
- 子供から大人までの英語によるコミュニケーション教育を行う。

### 京進の大人向け英会話 COPER ENGLISH
- 子会社の(株)コペル・インターナショナルが運営する、首都圏の大人を対象とした英会話教室。
- 旧サービス名はコペル英会話教室。[9]

### 海外語学学校（ELC,SELC）
- オーストラリア・シドニーにおける留学生を対象とした英会話語学学校。

### 京進の日本語学校 KLA
- 2009年に日本語教育事業に参入。京都、滋賀、大阪、兵庫、愛知、茨城、東京、福岡、ミャンマーで日本語学校を運営している。
- 旧サービス名は京進ランゲージアカデミー。[9]

## 保育事業
- 2011年に保育事業に参入、同年に京進の100％出資子会社として(株)HOPPAを設立。[10]
- 2014年に東京都で保育園の運営を行うビーフェア(株)を子会社化。
- HOPPA、ビーフェアのブランド名で全国に保育園を展開している。
- 2023年、HOPPA、ビーフェアはサービス名称を変更し、「京進のほいくえん HOPPA」、「京進のこどもえん HOPPA」、「京進のようちえん HOPPA」、「京進の学童保育 HOPPA」となった。[9]

## 介護事業
- 2017年に介護サービス事業を行うシンセリティーグループ(株)を子会社化。[11]
- 大阪、兵庫、埼玉、東京、広島、福岡で介護施設を運営している。ブランド名はエメラルドの郷、ユアスマイル、優空。
- 子会社の(株)もぐもぐ・(株)リッチによる高齢者施設への配食サービスも行っている。
- 2019年に(株)ﾋｭｰﾏﾝﾗｲﾌの株式を取得し子会社化。介護資格取得のためのキャリアスクールを運営している。[12]

## その他
- ネット学習京進e-des
- 映像授業京進e予備校＠will
- HOPPASキャリアデザイン[13]
- 株式会社アルファビート